# Discografia de Jeffree Star
Esta é a Discografia completa de Jeffree Star, cantor, compositor, produtor musical, maquiador, estilista, modelo, empresário, dançarino e intérprete estadunidense, considerada a maior figura andrógina de todos os tempos.

## Álbuns de estúdio
| Ano  | Album                                          |
| ---- | ---------------------------------------------- |
| 2009 | Beauty Killer - Formatos: CD, download digital |

## EPs
| Ano  | Album                                                         | Peak chart positions      | Peak chart positions            | Peak chart positions |
| Ano  | Album                                                         | Billboard Top Heatseekers | Billboard Top Electronic Albums |                      |
| ---- | ------------------------------------------------------------- | ------------------------- | ------------------------------- | -------------------- |
| 2007 | Plastic Surgery Slumber Party - Formatos: download digital    | -                         | -                               |                      |
| 2008 | Cupcakes Taste Like Violence - Formatos: CD, download digital | 8                         | 6                               |                      |

## Singles
| Ano                   | Título                                                               | Album                        |
| --------------------- | -------------------------------------------------------------------- | ---------------------------- |
| 2008                  | "Heart Surgery Isn't That Bad..." - Lançado: 14 de Fevereiro de 2008 | Cupcakes Taste Like Violence |
| 2008                  | "Lollipop Luxury" - Lançado: 18 de Novembro de 2008                  | Cupcakes Taste Like Violence |
| 2009                  | "Prisoner" - Lançado: 2 de Maio de 2009                              | Beauty Killer                |
| 2009                  | "Love Rhymes With Fuck You" - Lançado: Junho de 2009                 | Beauty Killer                |
| Blush - Lançado: 2009 |                                                                      |                              |

### B-sides
| Ano  | Título                                        | A-side                            |
| ---- | --------------------------------------------- | --------------------------------- |
| 2008 | "I Hate Music" - Lançado: 17 de Abril de 2008 | "Heart Surgery Isn't That Bad..." |

### Downloads gratuitos
| Ano  | Título                                                          | Nota |
| ---- | --------------------------------------------------------------- | ---- |
| 2008 | "Starstruck" (com Danger Radio) - Lançado: 3 de Outubro de 2008 | [A]  |
| 2009 | "Boom Boom Pow" (Remix) - Lançado: 21 de Abril de 2009          | [B]  |

Notes
- A^ Download gratuito como forma de agradecimento aos fãs[5][6]
- B^ Download gratuito como forma de "acalmar" os fãs até o lançamento de "Beauty Killer"

## Lista completa de gravações

### EPs
Plastic Surgery Slumber Party (Março de 2007)
1. "Eyelash Curlers & Butcher Knives (What's the Difference?)" – 3:34
2. "Plastic Surgery Slumber Party" – 2:14
3. "Straight Boys" – 2:53
4. "Ice Cream" – 1:50
5. "We Want Cunt" – 3:15
6. "Plastic Surgery Slumber Party" (Mig's Restitched Remix) – 3:22

Cupcakes Taste Like Violence (Dezembro de 2008)
1. "Miss Boombox" – 4:14
2. "Lollipop Luxury" – 4:07
3. "Cupcakes Taste Like Violence" – 3:19
4. "Picture Perfect!" – 4:06
5. "So Fierce" – 3:24
6. "Heart Surgery" (UVEV Remix) – 3:19

Virginity (Março de 2012)
1. "Happy Birthday"
2. "Prom Night"

### Álbuns de Estúdio
Beauty Killer (Setembro de 2009)
1. "Get Away With Murder" - 3:42
2. "Prisoner" - 3:50
3. "Louis Vuitton Body Bag (feat. Matt Skiba)" - 3:14
4. "Beauty Killer" - 3:45
5. "Electric Sugar Pop" - 3:17
6. "Love Rhymes With Fuck You" - 4:01
7. "Bitch, Please!" - 3:16
8. "Lollipop Luxury (feat. Nicki Minaj)" - 3:37
9. "Get Physical" - 3:08
10. "Fame & Riches, Rehab Bitches (feat. Breathe Carolina)" - 3:08
11. "Fresh Meat" - 2:56
12. "Queen Of The Club Scene" - 3:46

Bonus Tracks:
1. "Gorgeous" - 2:41
2. "Party Crusher" - 3:46
3. "God Hates Your Outfit" - 3:14

### Miscellaneous
- "Boom Boom Pow" (Remix) – 2:42
- "Heart Surgery Isn't That Bad..." – 3:34
- "I Hate Music" – 2:20
- "Starstruck" (feat. Danger Radio) – 2:58

### Material não lançado
- "Blush" (Live) - 3:35 (Criado somente para a turnê pelo Reino Unido)
- "Don't Cha" (Sex Change Remix) - 4:42
- "Lollipop Luxury" (Remix) (feat. Nicki Minaj) - 3:34
- "Louis Vuitton" - 3:09
- "Miss Boombox" (Dancefloor Remix) - 4:59
- "So Fierce" (Acoustic) - 2:35

## Videoclipes
| Ano  | Título                 | Álbum              |
| ---- | ---------------------- | ------------------ |
| 2010 | "Get Away With Murder" | Beauty Killer      |
| 2010 | "Beauty Killer"        | Beauty Killer      |
| 2012 | "Prom Night"           | EP: Virginity 2012 |
| 2012 | "Blow Me"              | EP:Virginity 2012  |

## Turnês
Jeffree Star Will Steal Your Man Tour

I'm Pregnant, Let's Party Tour"

2 Drunk 2 Fuck Tour

Lookin' Hot and Dangerous Tour

Fresh Meat Tour

## Outras aparições

### Músicas
| Year | Artist                                | Música                          | Lançado                           |
| ---- | ------------------------------------- | ------------------------------- | --------------------------------- |
| 2006 | Hollywood Undead feat. Jeffree Star   | "Turn off the Lights"           | Unreleased                        |
| 2007 | Jeffree Star                          | "Plastic Surgery Slumber Party" | True Colors: The Tour             |
| 2008 | Electric Valentine feat. Jeffree Star | "Addicted To You"               | Friends With Benefits EP          |
| 2008 | Ultraviolet Sound feat. Jeffree Star  | "Texxxt Bomb"                   | O.C.D                             |
| 2009 | IT BOYS! feat. Jeffree Star           | "Just Dance"                    | Unreleased                        |
| 2009 | Larry Tee feat. Jeffree Star          | "Louis Vuitton (Blogula Remix)" | Club Badd                         |
| 2009 | Jeffree Star                          | "Prisoner"                      | Warped Tour 2009 Tour Compilation |

### Participações em Clipes
| Ano  | Artista        | Música      | Gravadora            | Diretor         |
| ---- | -------------- | ----------- | -------------------- | --------------- |
| 2006 | Godhead        | "Push"      | Cement Shoes Records | Agata Alexander |
| 2007 | Good Charlotte | "The River" | Epic, Daylight       | Marc Webb       |
| 2007 | The Autumns    | "Boys"      | Bella Union          | Piper Ferguson  |
| 2007 | Aiden          | "One Love"  | Victory Records      | Nathan Cox      |
| 2008 | Metro Station  | "Shake It"  | Columbia             | Mark Hoppus     |